# Monza 1912 2015-2016
Questa voce raccoglie le informazioni riguardanti la Società Sportiva Dilettantistica Monza 1912 nelle competizioni ufficiali della stagione 2015-2016.

## Stagione
Nella stagione 2015-2016 il Monza affronta il campionato di Serie D dopo la recente retrocessione, raccoglie 49 punti, lontanissimo dal Piacenza che ha dominato il campionato con 96 punti. Nel girone di andata la squadra brianzola ha raccolto 29 punti, vicina alla zona Play-off, ma nel girone di ritorno perde il passo delle migliori, con soli 20 punti messi insieme. Il campionato si chiude mestamente a metà classifica. Due i tecnici che si sono alternati sulla panchina monzese Alessio Delpiano ha iniziato e concluso la stagione, mentre Walter Salvioni l'ha diretta per una decina di partite.

## Divise e sponsor
Lo sponsor tecnico per la stagione 2015-2016 è Macron.
| Casa | Trasferta | Portiere |

## Organigramma societario
Area direttiva
- Presidente: Nicola Colombo
- Vice presidente: Carmine Castella (fino al 21/02/2016)
- Consigliere: Roberto Mazzo (dal 17/03/2016)

Area organizzativa
- Team manager: Matteo Fraschini (fino all'8/03/2016), Vincenzo Iacopino (dal 17/03/2016).
- Segreteria: Marinella Farina, Giuseppe Brumana
- Servizi Manutenzione: Carmine Bonfrisco, Antonio Giardini
- Attività di base: Angelo Colombo

Area comunicazione
- Ufficio stampa: Marco Ravasi, Clelia Volpari

Area marketing
- Ufficio marketing: Diego Colombo

Area tecnica
- Direttore sportivo: Filippo Antonelli Agomeri
- Allenatore: Alessio Delpiano, da gennaio a marzo Walter Salvioni, da marzo Alessio Delpiano
- Allenatore in seconda: Giacomo Ferrari, da gennaio Fabio Cinetti, da marzo Giacomo Ferrari
- Preparatori atletici: Gian Piero Zamboni, Mauro Apone
- Preparatore dei portieri: Dario Caglioni
- Responsabile settore giovanile: Ernesto Peroncini
- Magazziniere: Virgilio Vergani

Area sanitaria
- Medici sociali: Dr. Paolo Santamaria, Dr. Dario Lovetere
- Fisioterapista: Giorgio Incontri
- Massaggiatore: Marco Parolini

## Rosa
| N. |                    | Ruolo | Calciatore           |
| -- | ------------------ | ----- | -------------------- |
|    | Italia (bandiera)  | P     | Bruno Petrachi       |
|    | Italia (bandiera)  | P     | Andrea Radaelli      |
|    | Italia (bandiera)  | P     | Leonardo Ravetta     |
|    | Italia (bandiera)  | P     | Giulio Cetrangolo    |
|    | Italia (bandiera)  | D     | Davide Cattaneo      |
|    | Italia (bandiera)  | D     | Davide Cochis        |
|    | Italia (bandiera)  | D     | Francesco D'Angelo   |
|    | Italia (bandiera)  | D     | Alex Ferrero         |
|    | Italia (bandiera)  | D     | Andrea Ientile       |
|    | Croazia (bandiera) | D     | Ivo Molnar           |
|    | Italia (bandiera)  | D     | Luca Perini          |
|    | Albania (bandiera) | D     | Paulo Sokoli         |
|    | Italia (bandiera)  | D     | Luca Varola          |
|    | Italia (bandiera)  | C     | Alessandro Comentale |
|    | Italia (bandiera)  | C     | Tommaso Delledonne   |
|    | Italia (bandiera)  | C     | Roberto Roveda       |

| N. |                            | Ruolo | Calciatore          |
| -- | -------------------------- | ----- | ------------------- |
|    | Italia (bandiera)          | C     | Abdelkerim Medhoun  |
|    | Italia (bandiera)          | C     | Marco Lombardi      |
|    | Italia (bandiera)          | C     | Simone Monguzzi     |
|    | Romania (bandiera)         | C     | Robert Tripsa       |
|    | Italia (bandiera)          | C     | Simone Pontiggia    |
|    | Italia (bandiera)          | C     | Manuel Romeo        |
|    | Italia (bandiera)          | C     | Daniele Scavetta    |
|    | Italia (bandiera)          | C     | Francesco Uliano    |
|    | Italia (bandiera)          | A     | Andrea D’Errico     |
|    | Italia (bandiera)          | A     | Giorgio Fumana      |
|    | Italia (bandiera)          | A     | Daniele Grandi      |
|    | Italia (bandiera)          | A     | Loris Palazzo       |
|    | Italia (bandiera)          | A     | Gianluca Soragna    |
|    | Italia (bandiera)          | A     | Christian Spampatti |
|    | Italia (bandiera)          | A     | Diego Vettraino     |
|    | Rep. Dominicana (bandiera) | A     | Geremy Lombardi     |

## Calciomercato

### Sessione estiva(dall'1/7 al 31/8)
| Acquisti | Acquisti             | Acquisti    | Acquisti   |
| R.       | Nome                 | da          | Modalità   |
| -------- | -------------------- | ----------- | ---------- |
| P        | Giulio Cetrangolo    | Reggina     | svincolato |
| P        | Andrea Radaelli      | Team Ticino | svincolato |
| P        | Giorgio Serughetti   | Varese      | svincolato |
| D        | Davide Cattaneo      | Taverne     | svincolato |
| D        | Davide Cochis        | Torino      | prestito   |
| D        | Andrea Ientile       | Torino      | svincolato |
| D        | Ivo Molnar           | Castiglione | svincolato |
| D        | Luca Perini          | Verona      | definitivo |
| D        | Paolo Sokoli         | Barletta    | svincolato |
| C        | Riccardo Allegretti  | Benevento   | svincolato |
| C        | Alessandro Comentale | Torino      | svincolato |
| C        | Abdelkerim Medhoun   | Como        | svincolato |
| C        | Simone Pontiggia     | Casertana   | svincolato |
| C        | Manuel Romeo         | Pro Patria  | svincolato |
| C        | Daniel Scavetta      |             | svincolato |
| C        | Robert Tripsa        | Cremonese   | definitivo |
| C        | Francesco Uliano     | Mantova     | svincolato |
| A        | Andrea D'Errico      | Pro Patria  | svincolato |
| A        | Giorgio Fumana       | Lumezzane   | svincolato |
| A        | Gianluca Soragna     | Cuneo       | svincolato |
| A        | Christian Spampatti  |             | svincolato |
| A        | Diego Vettraino      |             | svincolato |

| Cessioni | Cessioni | Cessioni | Cessioni |
| R.       | Nome     | a        | Modalità |
| -------- | -------- | -------- | -------- |

### Sessione di dicembre(dall'1/12 al 17/12)
| Acquisti | Acquisti           | Acquisti  | Acquisti |
| R.       | Nome               | da        | Modalità |
| -------- | ------------------ | --------- | -------- |
| D        | Francesco D'Angelo | Taranto   | -        |
| A        | Loris Palazzo      | Bisceglie | -        |

| Cessioni | Cessioni            | Cessioni    | Cessioni   |
| R.       | Nome                | a           | Modalità   |
| -------- | ------------------- | ----------- | ---------- |
| D        | Andrea Ientile      | Pontisola   | -          |
| C        | Simone Pontiggia    |             | svincolato |
| C        | Simone Monguzzi     |             | svincolato |
| C        | Daniel Scavetta     | Borgomanero | -          |
| A        | Christian Spampatti | Borgosesia  | prestito   |
| A        | Giorgio Fumana      | Pro Settimo | -          |
| A        | Diego Vettraino     |             | -          |

### Sessione invernale(dal 04/01 all'1/02)
| Acquisti | Acquisti         | Acquisti | Acquisti |
| R.       | Nome             | da       | Modalità |
| -------- | ---------------- | -------- | -------- |
| D        | Alex Ferrero     | Cuneo    | -        |
| P        | Leonardo Ravetta | Verona   | -        |
| A        | Geremy Lombardi  | Inter    | -        |

| Cessioni | Cessioni       | Cessioni | Cessioni |
| R.       | Nome           | a        | Modalità |
| -------- | -------------- | -------- | -------- |
| P        | Bruno Petrachi | Vibonese | -        |

## Risultati

### Serie D

#### Girone di andata
| Arbitro: | Miniutti (Maniago) |

|                   |           |             |
| Amodeo 63’ (rig.) | Marcatori | 38’ Soragna |

| Arbitro: | De Santis (Lecce) |

|                                       |           |                         |
| Comentale 6’ Scavetta 17’ Soragna 85’ | Marcatori | 74’ Pergreffi 87’ Baldo |

| Arbitro: | Vitulano (Livorno) |

|            |           |                                      |
| Foglio 38’ | Marcatori | 41’ (rig.) Vettraino 71’, 85’ Sokoli |

| Arbitro: | Gualtieri (Asti) |

|                  |           |                                   |
| Soragna 23’, 60’ | Marcatori | 7’, 85’ (rig.) Gaeta 39’ Broggini |

| Arbitro: | Meraviglia (Pistoia) |

|                    |           |              |
| Marzeglia 12’, 68’ | Marcatori | 72’ Cattaneo |

| Arbitro: | Copat (Pordenone) |

|                                        |           |                              |
| Spampatti 8’ Comentale 39’ Soragna 80’ | Marcatori | 14’ Ghisalberti 57’ Salandra |

| Arbitro: | Garoffolo (Vibo Valentia) |

|           |           |  |
| Vigani 8’ | Marcatori |  |

| Arbitro: | Bertozzi (Cesena) |

|                     |           |            |
| D'Errico 70’ (rig.) | Marcatori | 71’ Donida |

| Arbitro: | Cinque (Pistoia) |

|                        |           |                       |
| Molnar 37’ Soragna 49’ | Marcatori | 8’ Baldan 80’ Moretti |

| Arbitro: | Arace (Lugo) |

|                          |           |  |
| Okyere 36’ Rascaroli 65’ | Marcatori |  |

| Monza 1º novembre 2015, ore 14:30 CET 11ª giornata | Monza           | 0 – 0 | Sondrio | Stadio Brianteo (941 spett.)\| Arbitro: \| D'Aquino (Roma) \| |
| Arbitro:                                           | D'Aquino (Roma) |       |         |                                                               |

| Arbitro: | Berger (Pinerolo) |

|             |           |                                       |
| Acquaro 27’ | Marcatori | 37’ Soragna 56’ D'Errico 72’ Cattaneo |

| Arbitro: | Bonaldo (Conegliano) |

|                          |           |  |
| Soragna 34’ D'Errico 94’ | Marcatori |  |

| Arbitro: | Acanfora (Castellammare di Stabia) |

|  |           |            |
|  | Marcatori | 50’ Grandi |

| Arbitro: | Trischitta (Messina) |

|                                 |           |                       |
| Comentale 35’ (rig.) Tripsa 45’ | Marcatori | 50’ (rig.) Battaglino |

| Fiorenzuola d'Arda 29 novembre 2015, ore 14:30 CET 16ª giornata | Fiorenzuola        | 0 – 0 | Monza | Stadio Comunale (500 circa spett.)\| Arbitro: \| Cusanno (Chivasso) \| |
| Arbitro:                                                        | Cusanno (Chivasso) |       |       |                                                                        |

| Arbitro: | Pennino (Palermo) |

|                                               |           |               |
| Grandi 3’, 80’ Lombardi 39’ (rig.) Uliano 45’ | Marcatori | 60’ Gabellini |

| Arbitro: | Bertini (Lucca) |

|             |           |  |
| Noris 90+1’ | Marcatori |  |

| Arbitro: | Piacenza (Bari) |

|  |           |                     |
|  | Marcatori | 45’ Lillo 81’ Bosio |

#### Girone di ritorno
| Arbitro: | Collu (Cagliari) |

|             |           |                                            |
| Soragna 86’ | Marcatori | 55’ Redaelli 74’ (rig.) Amodeo 83’ Germani |

| Arbitro: | Vitulano (Livorno) |

|                               |           |                               |
| Pergreffi 3’, 92’ Vignali 39’ | Marcatori | 29’, 79’ Palazzo 81’ D'Errico |

| Arbitro: | Belfiore (Parma) |

|                     |           |                 |
| D'Errico 92’ (rig.) | Marcatori | 67’ Santonocito |

| Arbitro: | Panozzo (Castelfranco Veneto) |

|             |           |                  |
| Repossi 80’ | Marcatori | 21’, 44’ Palazzo |

| Arbitro: | Lillo (Brindisi) |

|  |           |                               |
|  | Marcatori | 23’ Galuppini 69’ Taugourdeau |

| Arbitro: | Maranesi (Ciampino) |

|                            |           |              |
| Suardi 89’ Ghisalberti 93’ | Marcatori | 85’ Cattaneo |

| Arbitro: | Repace (Perugia) |

|             |           |                              |
| Palazzo 87’ | Marcatori | 13’ Comotti 21’, 23’ Ferrari |

| Crema 14 febbraio 2016, ore 14:30 CET 27ª giornata | Pergolettese       | 0 – 0 | Monza | Stadio Giuseppe Voltini (600 circa spett.)\| Arbitro: \| Iacovacci (Latina) \| |
| Arbitro:                                           | Iacovacci (Latina) |       |       |                                                                                |

| Arbitro: | Campagnolo (Bassano del Grappa) |

|            |           |                    |
| Di Caro 5’ | Marcatori | 87’ (rig.) Palazzo |

| Arbitro: | Acampora (Ercolano) |

|                           |           |  |
| Soragna 35’ Palazzo 90+5’ | Marcatori |  |

| Arbitro: | Cusanno (Chivasso) |

|                                           |           |                  |
| Spaggiari 47’ (rig.) Pontiggia 59’ (rig.) | Marcatori | 47’, 60’ Palazzo |

| Arbitro: | Kumara (Verona) |

|  |           |           |
|  | Marcatori | 73’ Rossi |

| Arbitro: | Salama (Ostia Lido) |

|             |           |  |
| Ruggeri 70’ | Marcatori |  |

| Arbitro: | Rainone (Nola) |

|             |           |            |
| Soragna 82’ | Marcatori | 47’ Romano |

| Arbitro: | Votta (Moliterno) |

|             |           |            |
| Lazzaro 45’ | Marcatori | 80’ Grandi |

| Arbitro: | Fontani (Siena) |

|                               |           |  |
| Cattaneo 21’ Palazzo 31’, 44’ | Marcatori |  |

| Arbitro: | Panozzo (Castelfranco Veneto) |

|  |           |                        |
|  | Marcatori | 19’ Palazzo 55’ Uliano |

| Arbitro: | F. Di Paolo (Chieti) |

|                   |           |                                     |
| D'Errico 74’, 78’ | Marcatori | 21’ (rig.) 53’ Capelli M. 87’ Noris |

| Arbitro: | Mezzalira (Varese) |

|             |           |            |
| Szekely 79’ | Marcatori | 3’ Palazzo |

### Coppa Italia Serie D
| Arbitro: | M. Saia (Palermo) |

|                                |           |                                      |
| Castagna 77’ Tonani 79’ (rig.) | Marcatori | 29’ Comentale 37’ Ientile 64’ Uliano |

| Arbitro: | Di Graci (Como) |

|            |           |                         |
| Grandi 25’ | Marcatori | 46’ Cusaro 54’ Gasparri |